# Скакавица (хижа)
Вижте пояснителната страница за други значения на Скакавица.
Хижа „Скакавица“ е първата хижа в България, изградена през 1921 – 1922 г. от туристи и членове на туристическото дружество на гр. Дупница.
Намира се в местността „Голяма Скакавица“ в Скакавишката долина в подножието на източния склон на връх Кабул, Северозападна Рила, на 1876 метра надморска височина.
Представлява масивна триетажна сграда с капацитет 89 легла с етажни санитарни възли. Хижата е водоснабдена, електрифицирана от агрегат и ВЕЦ, отоплението е централно с локален котел. Има туристическа кухня, столова и барче.
Хижата е под номер 29 в книжката на БТС „100-те национални туристически обекта – Опознай Родината“. Печатът се намира в самата хижа.
На половин час от хижата се намира водопадът Скакавица.

## Песен за хижа „Скакавица“
На 2 август 1982 г. по случай 60 години от освещаването на хижа „Скакавица“ се ражда една песен, написана не от известен писател и поет, а от най-обикновен човек, бивш домакин на хижа „Скакавица“ – Симеон Михайлов Спасов от град Сапарева баня, озаглавена „На Скакавица“
| „ | Високо в Рила планина отдавна красавица една с майчина любов и обич посреща гостите си тя. Тя е най-възрастната сестра на горските принцеси в нашата страна обичаме я всички ние без разлика във възрастта. Нейното име на всички планинци известно Скакавица се казва тя. Обич и признателност таим в сърцата наши вечен дом на младостта. Довиждане, довиждане, Скакавице добра, ще се завърнем отново пак при теб да ни дариш от твойта топлота! | “ |